# レイヴ・オン
「レイヴ・オン (Rave On)」は、1958年に ソニー・ウェスト (Sonny West)、ビル・ティルグマン (Bill Tilghman)、ノーマン・ペティ (Norman Petty} の共作として書かれ、ソニー・ウェストが最初に録音して、同年2月にアトランティック・レコードから、Atlantic 45-1174 としてリリースされた曲。これに遅れて4月にバディ・ホリーが吹き込んだバージョンがヒットし、ホリーが同年中にチャートへ送り込んだ6曲のうちのひとつとなった。レコード冒頭の、低い音から引きずるように立ちがる「Well …」という節回しや、ホリーのトレードマークになっていたしゃっくりのような「Weh-uh-heh-uh-ell…」といったヒーカップ唱法などの特徴で、ホリーはたちまち、聞けば誰が歌っているのかすぐに分かるようなアーティストとして認知されるようになった。
ホリーのレコードの大半は、マネージャーでもあったノーマン・ペティがニューメキシコ州で制作していたが、「レイヴ・オン」は、ニューヨーク市で、音楽プロデューサーでバンドリーダーでもあった ミルトン・デラッグ (Milton DeLugg) によって録音された。ホリーのバージョンは、2004年の「ローリング・ストーンの選ぶオールタイム・グレイテスト・ソング500」において第154位にランクされた。曲の題名は、1956年にサン・レコードで録音されたカール・パーキンスの曲「ディキシー・フライド (Dixie Fried)」のリフレインで「rave on」という言葉が使われていることにインスピレーションを受けている。

## 他のバージョン
- イギリスの音楽プロデューサー、ジョー・ミーク (Joe Meek) は、歌手マイケル・コックス (Michael Cox) のバージョンをプロデュースし、1964年にリリースした（HMV POP1293 A：B面は「Just Say Hello」）。
- イギリスのフォークロック・バンドのスティーライ・スパンは、この曲を1970年に最初のシングルとして発表した。
- ニッティー・グリッティー・ダート・バンド は、1970年のアルバム『Uncle Charlie & His Dog Teddy』にこの曲のカバーを収録している。
- コマンダー・コーディ&ヒズ・ロスト・プラネット・エアメン (Commander Cody and His Lost Planet Airmen) は、1973年のアルバム『Country Casanova』にこの曲のカバーを収録している。
- ムーディー・ブルースやウイングスで活躍したギタリストであるデニー・レインは、1977年にポール・マッカートニーがプロデュースしたバディ・ホリーのトリビュート・アルバム『Holly Days』で、この曲をカバーした。
- アメリカ合衆国ボストン出身のパンク・バンド、ザ・リアル・キッズは、1977年のセルフタイトル（バンド名と同じ名の）アルバム『The Real Kids』にこの曲のカバーを収録している。
- ブルース・スプリングスティーンとEストリート・バンドは、初期にこの曲を演奏しており、1978年のロキシー劇場 (Roxy Theatre) での演奏などが知られている。
- 1980年にはデンマークでデルタ・クロス・バンド (Delta Cross Band) によるバージョンがヒットとなった。
- ジョン・メレンキャンプも、1988年の映画『カクテル』のサウンドトラックで，この曲を歌っている。
- 1990年代はじめ、オーストラリアでは、（オーストラリアの代表的な菓子メーカーであるアーノッツ・ビスケット社 (Arnott's Biscuits) の商品のひとつ）「Arnott's Shapes」のテレビ・コマーシャルで、コミカルな背景音楽として用いられていた。また、この曲は、1998年の映画『カラー・オブ・ハート』でも部分的に使用された。
- マーシャル・クレンショウ (Marshall Crenshaw) はライブでこの曲をカバーし、セルフタイトル・アルバム『Marshall Crenshaw』の再発に際して、この曲をボーナス・トラックとして追加収録した。
- ステイタス・クォーは、2000年のアルバム『Famous In The Last Century』にこの曲のカバーを収録している。
- 2001年にデビューしたデンマークのロック・バンドであるザ・レヴォネッツは、バンド名について「完全かつ直接にザ・ロネッツと、バディ・ホリーの「レイヴ・オン」に言及したものだ」と述べている[4]。
- M・ウォード (M. Ward) は、2009年のヒット・アルバム『Hold Time』にこの曲のカバーを収録している。
- 2011年に出たバディ・ホリーのトリビュート・アルバム『Rave On Buddy Holly』では、ジュリアン・カサブランカスがこの曲をカバーした。